# Borov smolasti rak
Borov smolasti rak je bolezen, ki jo na iglavcih, najpogosteje na borih, povzroča patogena gliva Fusarium circinatum.

## Opis bolezni
Gliva okužuje borovo skorjo in povzroča njeno odmiranje, izcejanje smole in lahko povzroči raka. Skorjo okužijo makrokonidiji in/ali mikrokonidiji, ki jih prenaša veter ali žuželke. Gliva prodre v gostiteljsko drevo samo skozi rano. Pri starejšem drevju se bolezen kaže kot sušenje vrhov vej oz. venenje iglic, ki najprej postajajo svetlo zelene, nato rdečerjave, na koncu pa se osipajo. Les pod okuženim mestom je prepojen s smolo in je zato medeno rumene barve. Gliva lahko okuži tudi sadike, bolezen pa se pri njih kaže tako, da postane spodnji del stebelca zadebeljen in se močno smoli, pod skorjo pa je les temno rjave barve in prepojen s smolo.

## Opis organizma
Gliva najverjetneje izvira iz Severne Amerike, kjer so jo prvič identificirali leta 1946 v Severni Karolini v ZDA, leta 1986 pa se je pojavila še v Kaliforniji. Na Japonskem so prve okužbe potrdili leta 1990, v Južni Afriki leta 1994, v Mehiki leta 1999 in Čilu leta 2001. V Evropo je bila vnesena na začetku 21. stoletja. Leta 2005 so prve okužbe zabeležili v Španiji, kasneje pa še v Italiji, Franciji in na Portugalskem. V Italiji in Franciji naj bi jo kasneje izkoreninili. V Sloveniji potrjene okužbe še ni.